# مخطط التتابع

مخطط التتابع في لغة النمذجة الموحدة

مخطط التتابع أو مخطط التسلسل أو رسم تخطيطي تسلسلي هو من أحد أنواع مخططات الفئة في لغة النمذجة الموحدة (UML) يوضح التفاعل بين العناصر خلال تسلسل زمني ويصور الكائنات (objects) والأصناف (classes) التي يتضمنها سيناريو برمجي معين وتسلسل الرسائل المتبادلة بين الكائنات لتنفيذ السيناريو بشكل صحيح. مخططات التتابع مرتبطة مع حالة استخدام use case في العرض المنطقي للنظام قيد التنفيذ. يشار إلى مخطط التتابع أحيانا بمخطط الحدث أو سيناريو الحدث.
مخطط التتابع يعرض مجموعة من العمليات أو الكائنات المختلفة على خطوط طولية تسمى (خطوط الحياة)، وأسهم أفقية توضح الرسائل المتبادلة بينها. تسمح هذه الطريقة بتفصيل طريقة عمل السيناريو أثناء وقت التنفيذ بطريقة رسومية.

## طريقة الرسم
إذا كان خط الحياة يخص كائنا Object فهو يمثل دورا في المخطط. ترك اسم نموذج الكائن فارغا يمكن أن يدل على أن النموذج مجهول الهوية.
الرسائل المتبادلة، باستخدام الأسهم الأفقية واسم الرسالة فوق كل سهم، يدل على التفاعل. الاسهم ذات الرأس الممتلئ تدل على استدعاءات/نداءات متزامنة بينما تدل الأسهم ذات الرؤوس المفرغة على استدعاءات/نداءات غير متزامنة. تدل الخطوط المتقطعة على الرسائل التي تمثل ردا على رسالة سابقة. إذا كان الاستدعاء متزامنا، يجب على المرسل الانتظار حتى تنتهي الرسالة، مثل تنشيط دالة أما إذا كان الاستدعاء غير متزامن فيمكن الاستمرار في العملية دون انتظار رد. تستخدم الاستدعاءات الغير متزامنة في التطبيقات ذات مسارات المعالجة المتعددة، التطبيقات الموجهة بالأحداث وتطبيقات البرمجيات الوسيطة المتمحورة حول الرسائل.
صناديق التنشيط، أو صناديق مناداة العمليات هي مستطيلات ترسم على خطوط الحياة لتدل على أن عملية معينة هي قيد التنفيذ نتيجة لاستقبال رسالة معينة.
الكائنات التي تنادي عمليات على نفسها تستخدم الرسائل وتضيف صندوق تنشيط جديد فوق آخر لتدل على مستوى مختلف من العمليات. إذا تعطل كائن (تمت إزالته من الذاكرة) يرسم حرف x تحت خط الحياة.